# Circondario di Livorno
Il circondario di Livorno era uno dei circondari in cui era suddivisa l'omonima provincia.

## Storia
Il circondario di Livorno fu concepito nel 1865 come suddivisione dell'omonima provincia: come tutti i circondari capoluogo di provincia, non esisteva nella realtà ed in più, essendo composto da un unico comune, si sovrapponeva ad esso.
Inizialmente il circondario comprendeva il solo comune di Livorno; nel 1925 vi vennero aggregati i comuni di Collesalvetti e Rosignano Marittimo, già nel circondario di Pisa dell'omonima provincia, e il comune di Capraia Isola, già nel circondario di Genova nell'omonima provincia.
Venne soppresso nel 1927 come tutti i circondari italiani.

## Geografia antropica

### Suddivisioni amministrative
Nel 1865, la composizione del circondario era la seguente:
- mandamento I di Livorno (Terziere di San Leopoldo)
  - parte del comune di Livorno
- mandamento II di Livorno (Terziere di San Marco)
  - parte del comune di Livorno
- mandamento III di Livorno (Terziere del Porto)
  - parte del comune di Livorno